# Musée national d’histoire de Moldavie
 (mai 2023).
Si vous disposez d'ouvrages ou d'articles de référence ou si vous connaissez des sites web de qualité traitant du thème abordé ici, merci de compléter l'article en donnant les références utiles à sa vérifiabilité et en les liant à la section « Notes et références ».
Le Musée national d’histoire de Moldavie (en roumain Muzeul Național de Istorie a Moldovei) est situé à Chisinau, en République de Moldavie. À l’entrée du musée se trouve la louve avec Romulus et Remus.

## Histoire
Le musée est situé dans le bâtiment historique du gymnase nr. 1 des garçons fondés dans la période tsariste, plus tard, ici était le lycée de garçons « B.P. Hasdeu », entre 1945-1963 ici a été placé le détachement des gardes-frontières « Nistru », et en 1963-1977, l’Université technique.
Le tremblement de terre de 1977 a causé des dommages importants à l’édifice. De 1980 à 1987, il a été reconstruit.
Il a été créé le 1er décembre 1983 (en tant que Musée national d’histoire de la RSSM), par ordre du ministère de la Culture n ° 561 « Sur le reprofilage des musées » (sur la base de la décision conjointe du Comité central du Parti communiste de Moldavie et du Conseil des ministres de la RSSM du 29 novembre 1983 « Sur l’utilisation du monument historique - la construction de l’ancien gymnase des garçons à Chisinau, où S. Lazo a appris »).
Le 22 octobre 1991, par arrêté du Ministère de la Culture No. 231 "En ce qui concerne l'amélioration de l'activité des musées républicains", le Musée national d'histoire de la RSS change son titre en Musée national d'histoire de la Moldavie.
Le 15 mars 2013, sur la base de la décision du gouvernement de la République de Moldova No. 184 du 13 mars 2013, le Musée national d'archéologie et d'histoire de Moldavie change son titre en "Musée national d'histoire de Moldavie".
Cinq branches du musée opèrent sur le territoire de la République de Moldova : Exposition d'équipements militaires, Maison-musée "Șciusev" (Chisinau), Maison commémorative "Constantin Stamati" (Ocnița), Manoir de la famille Lazo (Piatra) et Maison -musée "Carol XII" (Varnița).
Actuellement (2021), le musée détient 348 619 pièces patrimoniales.